# Wolfgang Funke
Wolfgang Funke (* 1937 in Glauchau; † 10. Januar 2009) war ein deutscher Schriftsteller.

## Leben und Wirken
Wolfgang Funke legte sein Abitur an der Georgius-Agricola-Oberschule Glauchau ab. Danach studierte er Medizin an der Ernst-Moritz-Arndt-Universität Greifswald. Er leistete in der Nationalen Volksarmee Wehrdienst als Arzt, absolvierte zwei Facharztausbildungen und wurde zum Dr. med. promoviert.
1954 begann er mit dem Schreiben satirischer Geschichten, die dann ab Mitte der 1960er Jahre in der DDR-Satire-Zeitschrift Eulenspiegel, in der Sächsischen Zeitung, der Freien Welt und anderen Zeitungen und Zeitschriften veröffentlicht wurden. Seine Geschichten wurden in mehrere osteuropäische Sprachen (Polnisch, Tschechisch, Ungarisch, Rumänisch, Slowakisch) übersetzt. Funke schrieb auch Texte für Chansons und Kinderlieder. 
Wolfgang Funke lebte in Ostfriesland.

## Werke
- mit Monika Fehlberg: Musenklaenge. Brusttoene der Überzeugung. Lied der Zeit, Berlin 1982. 2. Auflage 1987, ISBN 3-7332-0028-4.
- Funkenregen. Heitere Gedichte. Tribüne, Berlin 1986, ISBN 3-7303-0033-4.
- Flüsterbass. Epigramme. Eulenspiegel, Berlin 1988, ISBN 3-359-00231-8.
- Der Wendehals und andere Mitmenschen. Ullstein, Frankfurt am Main, Berlin 1990, ISBN 3-548-22554-3.
- Ein Mitmensch funkt. Warmisbach, Ufhusen 2006, ISBN 3-909171-23-0.
- Wir bröckeln weiter. Warmisbach, Ufhusen 2006, ISBN 3-909171-24-9.
- Volk braucht man nicht dazu. Warmisbach, Ufhusen 2006, ISBN 3-909171-25-7.
- Anders deutsch anders. Warmisbach, Ufhusen 2006, ISBN 3-909171-26-5.
- Kasanke aus der Bahnhofstraße. Warmisbach, Ufhusen 2007, ISBN 978-3-909171-27-9.
- Ich seh in meinen Träumen. Warmisbach, Ufhusen 2007, ISBN 978-3-909171-28-6.
- Kasanke kocht. Warmisbach, Ufhusen 2007, ISBN 978-3-909171-29-3.